# Sandalus californicus
Sandalus californicus är en skalbaggsart som beskrevs av Leconte 1861. Sandalus californicus ingår i släktet Sandalus och familjen Rhipiceridae. Inga underarter finns listade i Catalogue of Life.